# Ȿ
Cette page contient des caractères spéciaux ou non latins. S’ils s’affichent mal (▯, ?, etc.), consultez la page d’aide Unicode.
Ȿ (minuscule : ȿ), appelé S à paraphe, est une lettre latine additionnelle utilisée dans certaines notations phonétiques africanistes, qui était utilisée dans l’écriture du shona de 1932 à 1955.
Il s’agit de la lettre S dont la forme provient de paraphe.

## Utilisation
En shona, la lettre S à paraphe ‹ Ȿ, ȿ › a été utilisée dans l’orthographe de 1932 à 1955 avant d’être remplacé par le digramme ‹ sv ›.
Le symbole ‹ ȿ › est parfois utilisé dans certaines notations phonétiques africanistes pour transcrire une consonne fricative alvéolaire sourde labialisée, officiellement transcrit /sʷ/ dans l’alphabet phonétique international.

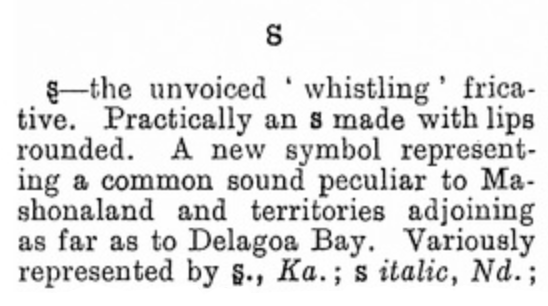
Ȿ (en forme de S sigmoïde) et ȿ dans le vocabulaire shona de Barnes publié en 1932.

## Variantes et formes
Le S à paraphe a différentes formes pour sa majuscule.
| Majuscule | Minuscule | Description                                         |
| --------- | --------- | --------------------------------------------------- |
|           |           | Forme majuscule basée sur le S à paraphe minuscule. |
|           |           | Forme majuscule à boucle, identique au S sigmoïde.  |

## Représentations informatiques
Le S à paraphe souscrit peut être représenté avec les caractères Unicode suivant (latin étendu additionnel, latin étendu C) :
| formes    | représentations | chaînes de caractères | points de code | descriptions                        |
| --------- | --------------- | --------------------- | -------------- | ----------------------------------- |
| capitale  | Ȿ               | Ȿ                     | U+2C7E         | lettre majuscule latine s à paraphe |
| minuscule | ȿ               | ȿ                     | U+023F         | lettre minuscule latine s à paraphe |